# Opština Saraj
Die Opština Saraj (mazedonisch Општина Сарај; albanisch Komuna e Sarajit, türkisch Saray für „Palast“) ist eine der zehn Opštini der nordmazedonischen Hauptstadt Skopje. Sie liegt im westlichen Teil der Stadtgemeinde und hatte laut der letzten Volkszählung vom Jahr 2021 über 38.399 Einwohner. Davon waren 34.586 Albaner, 1.043 Bosniaken, 1.005 Mazedonier, 255 Roma, 28 Türken, 16 andere, 10 Serben, 4 Aromunen, 2 unbekannt und 1.450 Personen wurden von den Gemeinderegistern gezählt, deren ethnische Zugehörigkeit unbekannt war.